# Ley General de Derechos Lingüísticos de los Pueblos Indígenas
La Ley General de Derechos Lingüísticos de los Pueblos Indígenas (LGDLPI) (en maya: Noj A'almaj T'aanil u Páajtalil u T'a'anal Máasewal T'aano'ob) se publicó el 13 de marzo del 2003 durante la gestión del  presidente Vicente Fox Quesada. Se trata de un elemento jurídico que contempla el reconocimiento de los derechos individuales y colectivos de los integrantes de las sesenta y ocho agrupaciones lingüísticas de México y que, a su vez, está fundamentada en la Declaración Universal de Derechos Lingüísticos.
Tiene como antecedente la reforma del 2001 al Artículo 2° de la Constitución Política de los Estados Unidos Mexicanos.

En su Artículo 4°, esta ley reconoce a las lenguas indígenas como lenguas nacionales con la misma validez que el español:
Las lenguas indígenas que se reconozcan en los términos de la presente ley y el español son lenguas nacionales por su origen histórico y tendrán la misma validez, garantizando en todo momento los derechos humanos a la no discriminación y acceso a la justicia de conformidad con la Constitución Política de los Estados Unidos Mexicanos y los tratados internacionales en la materia de los que el Estado Mexicano sea parte.
Además, esta ley mandata la creación del Instituto Nacional de Lenguas Indígenas en su Artículo 14, donde especifica las características y atribuciones del mismo, así como su principal objetivo: "promover el fortalecimiento, preservación y desarrollo de las lenguas indígenas que se hablan en el territorio nacional".
La LGDLPI tiene además el objetivo del respeto a los derechos lingüísticos y de colocarlos en un nivel transversal respecto a todos los órdenes de gobierno y en todos los ámbitos de la sociedad mexicana, en equidad de condiciones para su uso.[cita requerida]